# Smarchowice Wielkie
Smarchowice Wielkie (deutsch Groß Marchwitz, bis 31. Dezember 1889 Polnisch Marchwitz) ist eine Ortschaft in Niederschlesien. Der Ort liegt in der Gmina Namysłów im Powiat Namysłowski in der Woiwodschaft Oppeln in Polen.

## Geographie

### Geographische Lage
Das Angerdorf Smarchowice Wielkie liegt fünf Kilometer südwestlich der Gemeinde- und Kreisstadt Namysłów (Namslau) sowie 57 Kilometer nordwestlich der Woiwodschaftshauptstadt Opole (Oppeln). Der Ort liegt in der Nizina Śląska (Schlesische Tiefebene) innerhalb der Równina Oleśnicka (Oelser Ebene). Durch den Ort führt die Landesstraße Droga krajowa 39. Der Ort ist umgeben von weitläufigen Waldgebieten, darunter im Norden der Namslauer Stadtwald.

### Nachbarorte
Nachbarorte von Smarchowice Wielkie sind im Norden der Gemeindesitz Namysłów (Namslau) und im Süden Nowe Smarchowice (Neu Marchwitz).

## Geschichte
Der Ort wurde 1295 erstmals als Smarchowitz polonicalis erwähnt. In dem Werk Liber fundationis episcopatus Vratislaviensis aus den Jahren 1295–1305 wird der Ort als Smorczwitz erwähnt. 1353 wurde der Ort als Smarchewicz polonicale, 1365 als Swarczinwicz sowie 1374 als Smarkewitz polnusch erwähnt.
Nach dem Ersten Schlesischen Krieg 1742 fiel Polnisch Marchwitz mit dem größten Teil Schlesiens an Preußen. Nach der Neuorganisation der Provinz Schlesien gehörte die Landgemeinde Polnisch Marchwitz ab 1816 zum Landkreis Namslau im Regierungsbezirk Breslau. 1845 bestanden im Dorf zwei Vorwerke, eine Freischoltisei, ein hölzerner Turm, eine evangelische Schule, eine Windmühle, ein Roßmarkt und 75 Häuser. Im gleichen Jahr lebten in Groß Marchwitz 557 Menschen, davon 166 katholisch.
1874 wurde der Amtsbezirk Polnisch Marchwitz  gegründet, welcher die Landgemeinde Polnisch Marchwitz und Neu Marchwitz und den Gutsbezirk Polnisch Marchwitz umfasste. Den ersten Amtsvorsteher stellte die in den Besitz des Gutes Groß Marchwitz gelangte briefadelige Familie von Busse. Der Rittergutsbesitzer und Major Guido von Busse (1812–1880) in Polnisch Marchwitz übernahm diese Aufgabe. 1. Januar 1890 erfolgte die Umbenennung des Ortes in Groß Marchwitz. Am 18. November 1889 wurde beschlossen, den Namen des Dorfes zu ändern.
Die letzten Gutsbesitzer der Familie von Busse waren Paul von Busse (1841–1896), dann dessen Schwiegertochter Helen von Busse, geborene von Zastrow, Witwe des Hauptmann Guido Paul von Busse. Helen von Busse (1876–1937) verkaufte Gut Groß Marchwitz in den 1930er Jahren. Ihre Tochter, die Autorin Elisabeth von Arnim, ist die Mutter der Schriftstellerin Linde von Keyserlingk.
1933 zählte Groß Marchwitz 1012 Einwohner. Am 1. April 1937 wurde der Neu Marchwitz nach Groß Marschwitz eingemeindet. Bis 1945 gehörte der Ort zum Landkreis Namslau.
1945 kam der bisher deutsche Ort unter polnische Verwaltung, wurde in Smarchowice Wielkie umbenannt und der Woiwodschaft Schlesien angeschlossen. 1950 wurde Smarchowice Wielkie der Woiwodschaft Oppeln zugeteilt. 1999 wurde es Teil des wiedergegründeten Powiat Namysłowski.

## Sehenswürdigkeiten
- Die römisch-katholische Kreuzkirche (poln. Kościół Podwyższenia Krzyża Świętego) wurde 1988 errichtet.[10]
- Steinerne Wegekapelle
- Hölzernes Wegekreuz

## Belege
1. ↑  Dokumentyslaska.pl. (Hrsg.): Liber fundationis episcopatus Vratislaviensis
2. 1 2  Johann Georg Knie: Alphabetisch-statistisch-topographische Uebersicht der Dörfer, Flecken, Städte und andern Orte der Königl. Preuss. Provinz Schlesien. Graß, Breslau 1845, S. 395.
3. ↑  Gothaisches Genealogisches Taschenbuch der Briefadeligen Häuser. 1907. Erster Jahrgang, Justus Perthes, Gotha 1906, S. 86 f.
4. ↑  U. a., In: Rolf Jehke (Hrsg.), In: Territorial: Amtsbezirk Polnisch Marchwitz/Groß Marchwitz.
5. ↑  Siehe: Rolf Jehke (Hrsg.): Ortsname.
6. ↑  Vgl. Namslauer Stadtblatt. Jg. 18, Nr. 100, Namslau, 21. Dezember 1889, S. 5. Im Forstrevier Poln.-Marchwitz.
7. ↑  Namslauer Stadtblatt. Jg. 19, Nr. 4, Namslau 14. Januar 1890, S. 4. Holz-Verkauf.
8. ↑  Vgl. Namslau/Schlesien: Geschichte Groß Marchwitz
9. ↑  Michael Rademacher: Verwaltungsgeschichte Kreis Namslau. Online-Material zur Dissertation, Osnabrück 2006. In: eirenicon.com. Abgerufen am 10. Mai 2023.
10. ↑  Geschichte und Bilder Kreuzkirche (poln.)

Baldwinowice (Belmsdorf) |
Barzyna (Kleinwaltersdorf) |
Brzezinka (Brzezinke) |
Brzozowiec (Wilhelminenort) |
Bukowa Śląska (Buchelsdorf) |
Głuszyna (Glausche) |
Igłowice (Haugendorf) |
Jastrzębie (Nassadel) |
Józefków (Jauchendorf) |
Kamienna (Giesdorf) |
Kowalowice (Kaulwitz) |
Krasowice (Kraschen) |
Ligota Książęca (Fürsten-Ellguth) |
Ligotka (Ellguth) |
Łączany (Lankau) |
Michalice (Michelsdorf) |
Mikowice (Lampersdorf) |
Minkowskie (Minkowsky) |
Namysłów (Namslau) |
Niwki (Niefe) |
Nowe Smarchowice (Neu Marchwitz) |
Nowy Folwark (Sandvorwerk) |
Objazda (Obischau) |
Pawłowice Namysłowskie (Paulsdorf) |
Przeczów (Prietzen) |
Rychnów (Reichen) |
Smarchowice Małe (Deutsch Marchwitz) |
Smarchowice Śląskie (Windisch-Marchwitz) |
Smarchowice Wielkie (Groß Marchwitz) |
Smogorzów (Schmograu) |
Woskowice Małe (Lorzendorf) |
Ziemiełowice (Simmelwitz) |
Żaba (Saabe)
Weiler und Siedlungen:
Bławaciska (Kolonie Blawacziske) |
Borek (Vorwerk Borken) |
Grabówka (Grabka) |
Hałderze (Hälterhäuser) |
Karolówka (Vorwerk Karlshof) |
Krzemieniec (Hessenstein) |
Lesiny (Vorwerk Waldhof ) |
Marysin (Marienhof) |
Młynek (Mühlchen) |
Młyńskie Stawy (Rogelmühle) |
Nowy Dwór (Vorwerk Neuhof) |
Piękna Studnia (Vorwerk Schönbrunn) |
Rychnów Dolny (Nieder Reichen) |
Siedlec (Schedlitz) |
Stanek (Hinterwald) |
Staszków (Vorwerk Paulinenhof) |
Winniki (Vorwerk Weinberg) |
Wszeradów (Schweizerei) |
Zbytki (Weisenhof) |
Zielony Dąb (Grüneiche) |
Żabiak (Kraschenvorwerk) |
Żabka (Klein Saabe)